# كنيس إسحاق بن وليد
كنيس إسحاق ابن الوليد أو بيعة إسحاق بنوليد (بالعبرية: בית הכנסת של יצחק בן וואליד‏) هو كنيس أي معبد يهودي في ملاح مدينة تطوان المغربية.
سمي الكنيس تيمنا بالحاخام إسحاق ابن الوليد وهو صاحب كتاب ذي مجلدين عن تاريخ يهود تطوان، واسم الكتاب «وقال إسحاق.» كان من أبرز أعضاء المتجتمع اليهودي والذي بلغ 4200 نسمة آنذاك.

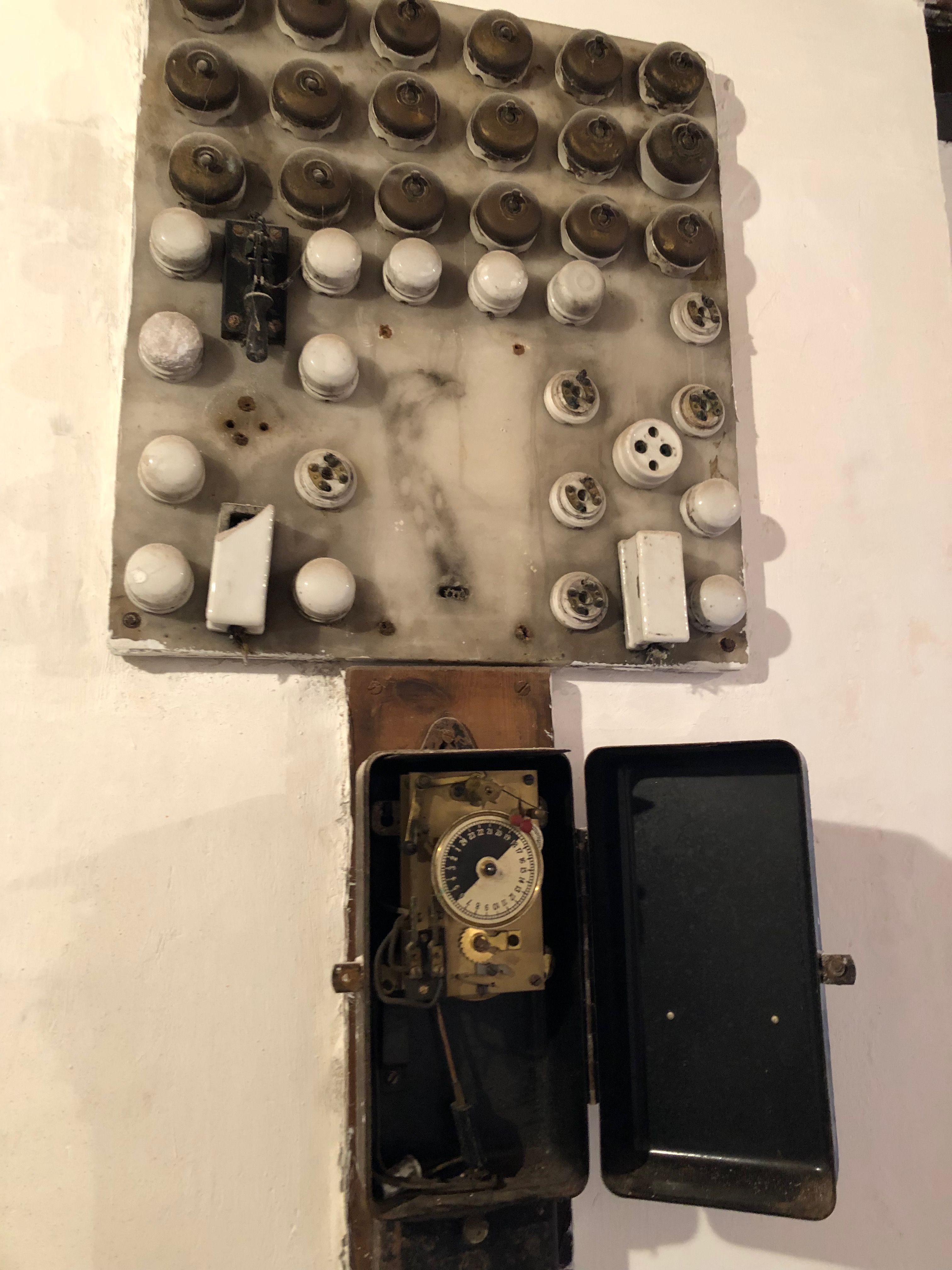
جهاز داخل الكنيس لتدبير الأضواء تلقائيا يوم السبت

بني كنيس إسحاق ابن الوليد في الملاح الجديد الذي يقع جنوب المدينة القديمة لتطوان، والذي تأسس عندما قرر السلطان سليمان بناء مسجد جديد في مكان الملاح القديم. كانت تطوان آنذاك مقر المجتمع السفاردي في المغرب.

## مراجع

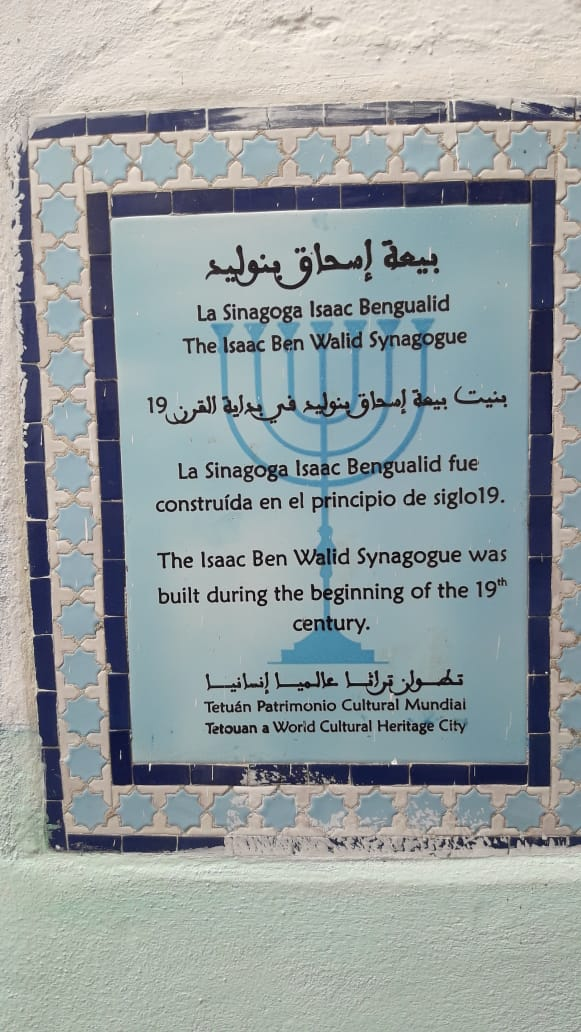